# ISO 20700
ISO 20700 Guidelines for management consultancy services en espagnol Pautas para servicios de consultoría de gestión es un estándar desarrollado para ser utilizado como una guía para personas u organizaciones para la gestión efectiva de los servicios de consultoría de gestión. Este estándar fue desarrollado por el comité de proyectos ISO/PC 280. ISO 20700 se publicó por primera vez en junio de 2017.

el 5 de septiembre de 2018 se implementó en Europa con el identificador EN ISO 20700: 2018, reemplazando a la anterior EN 16114: 2011 que fue retirada.

## Requisitos principales de la norma
ISO 20700:2017 adopta la siguiente estructura:
1. Propósito
2. Referencias normativas
3. Términos y definiciones
4. Principios
5. Contratación
6. Ejecución
7. Cierre

## Historia
| Año  | Descripción |  |
| ---- | --- |  |
| 2011 | EN 16114 nació en Europa del Comité Europeo de Normalización (CEN) con el título "Servicios de consultoría de gestión", que será la base para el desarrollo de la ISO 20700 |  |
| 2017 | ISO 20700 (1ª edición) |  |